# Сант'Ана (Катанија)
Сант'Ана је насеље у Италији у округу Катанија, региону Сицилија.
Према процени из 2011. у насељу је живело 558 становника. Насеље се налази на надморској висини од 6 м.